# Mieczysław Rutyna
Mieczysław Rutyna (ur. 29 maja 1931 we Wielowsi) – polski lekkoatleta specjalizujący się w chodzie sportowym, dwukrotny olimpijczyk.

## Życiorys
Ukończył Wyższą Szkołę Rolniczą we Wrocławiu, uzyskując dyplom inżyniera zootechnika. W 1963 wyjechał na stałe do Stanów Zjednoczonych. Mieszkając w USA dwukrotnie reprezentował Polskę na igrzyskach olimpijskich – w Tokio (1964) zajął 26. miejsce w chodzie na 20 kilometrów, a w chodzie na 50 kilometrów został zdyskwalifikowany. W Meksyku (1968) był 26. na 20 kilometrów i 22. na 50 kilometrów.
Był brązowym medalistą mistrzostw Polski w 1957 w chodzie na 20 kilometrów. Wielokrotnie poprawiał najlepszy polski wynik w chodzie na 50 kilometrów, doprowadzając go do 4:17:01,0 w 1972.
Działacz Polskiego Komitetu Olimpijskiego i klubu polonijnego Orły Chicago. Uczestnik zawodów weteranów.

## Odznaczenia i wyróżnienia
- Odznaka „Zasłużony Mistrz Sportu”
- Honorowy obywatel Środy Śląskiej (2004)[3].